# Manse
Eine Manse ist ein mittelalterliches Flächenmaß. Der Begriff tauchte erstmals im 7. Jahrhundert als mansus auf und wurde ab dem frühen 8. Jahrhundert synonym zum im ostrheinischen Teil des Frankenreiches gebräuchlichen Hufe verwendet.
Der Name kommt wahrscheinlich von lateinisch mancipium ‚Besitz‘ von manus + capio, das heißt mancipo ‚ich gebe zu eigen‘ oder von mansio ‚Haus‘.
Die Manse hatte zu Beginn der Karolingerzeit keine feste Größe, die errechneten Durchschnittswerte liegen bei rund 11 bis 16 ha.
Die Größe schwankte auch sehr stark, da sie von der Beschaffenheit des Bodens, den Arbeits- und Ertragsbedingungen vor Ort und den vereinbarten Abmachungen abhängig war.
Später hatte eine Manse 30 bis 65 Ar und kann als Tagewerk aufgefasst werden. Das heißt, die Fläche konnte mit einem Gespann Ochsen an einem Tag umgepflügt werden.